# Audax
Audax fou un suplement del diari tarragoní La Cruz. Publicat entre 1932 i 1936. De caràcter conservador i moralitzant era el portaveu del Grup de Joves Cristians de Catalunya.

## Història
El primer número va veure la llum el 12 d'octubre de 1932. Portava com a subtítol Plana de Joventut i posteriorment Portantveu del Grup "Audax". Suplement del diari La Cruz, orientat a tota la joventut, atreta pels ideals cristians i catòlics, amb periodicitat mensual. L'Administració i redacció s'ubicava físicament primer a la Rambla de Sant Joan, 46 de Tarragona. A partir del núm.14, es van traslladar al carrer Armanyà, 11, baixos. A partir del núm.31, la seu estava ubicada a Rambla de Sant Carles, 11, principal, de la mateixa ciutat.
Majoritàriament escrit en català, tot i que, s'hi poden trobar articles escrits en castellà. Incloïa publicitat de llibres i premsa, així com de diversos grups cristians.
Es declaren admiradors d'Acción Católica i del seu apoliticisme. Es manifesten a favor del "noble ideal de Déu i Pàtria". Dins del seu ideari es troben la higiene i la cultura física. D'alguns del seus articles es desprèn un cert sentiment catalanista.
Des del núm.1 destaquen la seva tasca d'evangelitzar, cristianitzar i moralitzar la joventut de qualsevol tendència política. En l'exemplar núm.5 es pronuncien sobre el seu propòsit com a grup i com a full informatiu:
| «                                     | Tenim intenció de fer d'aquest full el portaveu del Fejocisme i de les Joventuts d'Acció Catòlica a la nostra diòcesi | » |
| — Redacció, Audax, núm.5, 12-XII-1932 | |   |

Pel que fa a la direcció, fou ocupada per Joan Juncosa Panadès i Basili Bernet.
Els col·laboradors habituals eren nombrosos, la majoria formaven part de la Junta del grup Audax entre els quals destaquen: Enric Olivé, president del grup Audax i posteriorment tresorer, habitualment escrivia articles de propaganda del grup Audax i de la Federació de Joves Cristians de Catalunya. Josep Casanovas, el qual quasi sempre escrivia els articles de la primera plana que ocupaven el lloc central, sobre temes al voltant de la Federació de Joves de Catalunya, la relació entre la política i la federació, l'església i el Papa. Josep Cusidó i Piñol, era l'encarregat de la secció propagandística del grup, escrivia articles sobre la joventut i la seva educació cristiana. Rafael Ros signava la secció “Vida avanguardista”. És habitual la seva signatura a diversos articles que fan referència a l'educació cristiana de la joventut.
Publicaven, també, textos d'altres publicacions com: Catalunya Social, el diari Flama, el diari Flecha, aquest últim portaveu de la Juventud Católica Española.
Dedicà una atenció preferent a temes com: la caritat cristiana, la joventut com a "força renovadora", "l'ideal de pau i germanor". Al llarg de la seva trajectòria hi trobem diverses al·lusions a l'encíclica "Rerum novarum" i constantment parlen d'introduir el moviment d'Acció Catòlica dins de la joventut obrera. Dedicaran diversos articles al jove i la política, al jove i l'honor, la laïcització de l'escola i la censura eclesiàstica.
Comptava amb algunes seccions com: "Conversacions" on es tocaven temes d'actualitat en to humorístic; "Clofolles", secció d'acudits i frases enginyoses. A partir del núm.7 al núm.41 apareixen altres seccions: "Noticiari fejocista", "Actuació comarcal", "Vida avanguardista", "Noticiario General de Acción Catòlica", "Secció estudiantil", escrita per estudiants, "Vida religiosa", calendari d'activitats religioses previstes per a cada dia.
Publicaren diversos números extraordinaris: Núm.7 (23-VI-33) dediquen diverses parts del suplement a la Mare de Déu de Montserrat; núm.24 (22-XI-34) dedicat al III aniversari de la Federació de Joves Cristians de Catalunya"; núm.36 (22-XI-35) sobre "La Federació al seu IV aniversari".
Polemitzà amb tota manifestació política, ja fos feixista o comunista. En alguns articles parlen de la immoralitat del cinema i eren totalment contraris a la laïcització de l'ensenyament i del govern.
La importància d'Audax rau en el fet que es va publicar per un llarg període i que va tenir la capacitat d'arrelar amb força en els pobles petits com Montbrió del Camp, Riudecanyes, La Selva del Camp, Vallmoll, Vilabella o Torredembarra, poblacions on s'hi anaren implantant grups pertanyents a la Federació de Joves Cristians de Catalunya. A Reus i Tarragona tingueren una plataforma àmplia d'acció, fet al qual contribuí en gran manera la formació d'un grup de vanguardistes, (10-14 anys), on es formaven els futurs fejocistes, exemple de moralitat cristiana.
L'últim número va veure la llum el 26 de juny de 1936.
Tant a la Biblioteca Hemeroteca Municipal de Tarragona com a la Biblioteca Pública de Tarragona se'n conserva part de la col·lecció. Es pot consultar digitalitzat a la Biblioteca Virtual de Prensa Histórica.

## Aspectes tècnics
Número de pàgines entre una i quatre. Presentaven les següents dimensions 35 x 49 cm a 5 columnes, una doble a l'esquerra.
Pel que fa a les mesures de la capçalera 7,5 x 29 cm. En aquesta hi apareix un gravat de la catedral de Tarragona i l'anagrama dels fejocistes.
Amb fotografies i dibuixos a 7 dels 41 números.
El preu de l'exemplar era de 10 cèntims. I les subscripcions de 2 pessetes l'any.